# Адорьян, Андраш (флейтист)
А́ндраш А́дорьян (венг. Adorján András; род. 26 сентября 1944, Будапешт) — датский флейтист венгерского происхождения.

## Биография
В 1956 г. вместе с семьёй эмигрировал в Данию, где изучал стоматологию, а затем посвятил себя музыке. Учился во Фрайбургской высшей школе музыки у Ореля Николе. Стал лауреатом ряда музыкальных премий, в частности Большой премии Международного конкурса флейтистов в Париже (1971). С 1987 г. профессор Кёльнской, с 1996 г. — Мюнхенской Высшей школы музыки. Президент Германского общества флейтистов.

## Творческая деятельность
Среди более чем 80 записей Адорьяна — произведения таких композиторов XVIII—XIX вв., как Карл Филипп Эммануэль Бах, Франтишек Бенда, Ян Непомук Гуммель, Франц Данци, Саверио Меркаданте, Игнац Мошелес, Людвиг Шпор и мн. др.; многие из этих композиций благодаря Адорьяну были извлечены из забвения. В то же время Адорьян исполняет и музыку XX века (Богуслав Мартину, Сергей Прокофьев); дань приютившей его семью Дании Адорьян отдал записями сочинений Иоахима Андерсена и Карла Нильсена. Среди композиторов новейшего времени, писавших специально для Адорьяна, были, в частности, Эдисон Денисов и Альфред Шнитке.